# 石包头水库
石包头水库是中国河南省新乡市卫辉市境内的一座水库，位于沧河上，建于1967年。水库正常库容为992万立方米，集雨面积为147平方千米，海拔为302.5米。